# João Batista Przyklenk
Johannes Baptist Przyklenk, noto anche con il nome portoghese di João Batista Przyklenk, (Scheuerfeld, 30 dicembre 1916 – Indaiatuba, 3 maggio 1984), è stato un vescovo cattolico e missionario tedesco.

## Biografia
Johannes Baptist Przyklenk nacque a Scheuerfeld il 1º dicembre 1933 e crebbe nel quartiere Rotthausen della città di Gelsenkirchen.

### Formazione e ministero sacerdotale
In giovane età entrò nella congregazione dei Missionari della Sacra Famiglia e nel 1938 venne inviato come missionario in Brasile. Studiò teologia al Collegium Maximum dei gesuiti a São Leopoldo.
L'8 dicembre 1940 fu ordinato presbitero in Brasile. Insegnò in un collegio religioso e fu vicario cooperatore a Santo Ângelo e a Passo Fundo. Conseguì la licenza in diritto canonico presso la Pontificia Università Lateranense a Roma. Nel 1947 fu eletto segretario generale della sua congregazione e prese residenza nella casa generalizia a Roma.

### Ministero episcopale
Il 1º giugno 1962 papa Giovanni XXIII lo nominò vescovo di Januária. Ricevette l'ordinazione episcopale il 29 luglio successivo nella basilica di Santa Maria Consolatrice degli afflitti a Kevelaer dal vescovo di Essen Franz Hengsbach, co-consacranti il vescovo di Hildesheim Heinrich Maria Janssen e il vescovo ausiliare di Münster Heinrich Tenhumberg.
Partecipò a tutte le sessioni del Concilio Vaticano II. Si spese affinché il Concilio esortasse tutti i credenti, non solo i sacerdoti, a leggere costantemente le Sacre Scritture. Il suo suggerimento fu accolto da tre teologi del Concilio - Alois Grillmeier, Otto Semmelroth e Joseph Ratzinger - e trovò attuazione nella costituzione Dei verbum.
Il 1º marzo 1976 papa Paolo VI lo nominò vicario apostolico della Norvegia Settentrionale. Il 18 marzo dell'anno successivo lo stesso pontefice lo nominò nuovamente vescovo di Januária.
Il 20 luglio 1983 papa Giovanni Paolo II accettò la sua rinuncia al governo pastorale della diocesi.
Morì mentre partecipava a un incontro della Conferenza nazionale dei vescovi del Brasile a Indaiatuba il 3 maggio 1984 all'età di 67 anni. La sua salma, trasferita a Januária, fu vegliata da migliaia di persone e poi venne tumulata nella cripta della cattedrale di Nostra Signora dei Sette Dolori, edificio realizzato durante il suo episcopato.

## Genealogia episcopale
La genealogia episcopale è:
- Cardinale Scipione Rebiba
- Cardinale Giulio Antonio Santori
- Cardinale Girolamo Bernerio, O.P.
- Arcivescovo Galeazzo Sanvitale
- Cardinale Ludovico Ludovisi
- Cardinale Luigi Caetani
- Cardinale Ulderico Carpegna
- Cardinale Paluzzo Paluzzi Altieri degli Albertoni
- Papa Benedetto XIII
- Papa Benedetto XIV
- Papa Clemente XIII
- Cardinale Marcantonio Colonna
- Cardinale Giacinto Sigismondo Gerdil, B.
- Cardinale Giulio Maria della Somaglia
- Cardinale Carlo Odescalchi, S.I.
- Vescovo Eugène de Mazenod, O.M.I.
- Cardinale Joseph Hippolyte Guibert, O.M.I.
- Cardinale François-Marie-Benjamin Richard de la Vergne
- Cardinale Pietro Gasparri
- Arcivescovo Cesare Orsenigo
- Cardinale Lorenz Jäger
- Cardinale Franz Hengsbach
- Vescovo João Batista Przyklenk, M.S.F.